# CITEFA MP1000 Martín Pescador
El Martín Pescador fue un misil antibuque desarrollado por el CITEFA de Argentina desde inicios de la década de 1970.
Las primeras evaluaciones se llevaron a cabo en 1975 disparándose alrededor de 60 misiles de prueba en el lapso de dos años. La Fuerza Aérea Argentina se bajó del proyecto aduciendo que no estaba para "hundir barcos", y la Armada lo ralentizó, aunque hay fotos que muestran que fueron desplegados en el Conflicto del Beagle de 1978, al menos una docena, sobre todo para utilizar desde los Aermacchi de la Aviación Naval. No obstante, no fueron utilizados en la Guerra de las Malvinas, aduciendo entre otras cosas, la naturaleza de las defensas antiaéreas británicas. Finalmente, fueron homologados tras realizarse disparos desde aviones T-28 Trojan, y el primer disparo relacionado fue realizado por el capitán Rodolfo Castro Fox de la Armada Argentina.
Es un misil tele-dirigido, tras identificar visualmente su objetivo, el piloto debe radiocontrolar al misil durante su vuelo. Para asistirlo en la visualización del proyectil, este cuenta en su parte trasera con dos bengalas de colores. El piloto debe controlar al misil visualmente y compensar cualquier desvío que pudiera realizarse hasta alcanzar su blanco. Este sistema de guiado es de características similares al misil AGM-12 Bullpup norteamericano.
A pesar del entrenamiento requerido para operar el misil y el avión a la vez, el sistema de guía es realmente simple y puede ser montado en gran variedad de aeronaves. El mismo ha sido empleado con éxito en los T-28 Trojan y los Aermacchi MB-326 de la Armada Argentina, y en los IA-58 Pucará de la Fuerza Aérea Argentina. También puede ser utilizado desde helicópteros en vuelo estacionario, para lo cual se desarrolló una versión filoguiada (dirigida por cable).
Fueron retirados en la década de 1990, y fueron cedidos al CITEFA para contribuir al desarrollo del mejorado CITEFA AS-25K.